# Anatomski izrazi za smještaj
U anatomiji čovjeka, kao i u animalnoj anatomiji, koristi se više izraza za smještaj organa i drugih struktura u tijelu bilateralnih životinja. Ti izrazi, koji su općenito izvedeni iz latinskog jezika, ovdje su popisani i objašnjeni.
U nekim se slučajevima, terminologija čovječje anatomije razlikuje od one u općoj anatomiji, koja se primjenjuje na ostale vrste (kod kojih se pojavljuju i neki dosta različiti organi).

## Standardni anatomski položaj
Pri upotrebi anatomskih izraza, prikladno je da se objekt proučavanja (čovjek ili životinja) istražuje u standardnom anatomskom položaju. To je, u pravilu, stav sličan onom koji se primjećuje za života. Kod čovjeka se smatra da je to uspravno držanje, stopala skupljenih i nožnih prstiju usmjeranih naprijed, ruku uz tijelo i dlanova ruku prema naprijed. U četveronožaca, standardan anatomski položaj opisuje se kao podignuto držanje glavom prema naprijed u neutralnom položaju.

## Ravnine
U animalnoj anatomiji se koriste tri zamišljene ravnine koje prolaze kroz tijelo u anatomskom položaju:
- sagitalna ravnina (lat. planum sagittale)) - usporedna sa sagitalnim šavom lubanje, dijeli tijelo na lijevu i desnu stranu
  - središnja (mediana) ravnina (lat. planum medianum)
- frontalna ili koronalna ravnina (lat. planum frontale) - dijeli tijelo na ventralni i dorzalni (prednji i stražnji) dio
- transverzalna (vodoravna) ravnina (lat. planum transversale) - dijeli tijelo na kranijalni i kaudalni kraj

Napomene:
- Kod ljudskog embrija je frontalna ravnina vodoravna, a transverzalna okomita.
- Longitudalna ravnina je svaka ravnina okomita na vodoravnu ravninu (npr. frontalna i sagitalna ravnina).
- Pri opisu anatomskih pokreta, ove se ravnine koriste za opis osi duž koje se pokret odvija.

## Smjerovi
Aboralno - određuje područje glave dalje od usta (lat. ab - od + orum - usta)
Anteriorno - na prednjoj (trbušnoj) strani tijela
Distalno - dalje od trupa ("Stopalo je distalno koljenu")
Dorzalno, posteriorno - (lat. dorsum - leđa) smješteno na stražnjoj (leđnoj) strani tijela
Inferiorno - dalje od glave u donjem smjeru
Ipsilateralno - na istoj strani tijela ("Lijeva ruka je ipsilateralna lijevoj nozi"), suprotno od kontralateralnog
Kaudalno - (lat. cauda - rep) smješteno bliže repu
Kontralateralno - Na drugoj strani tijela ("Lijeva ruka je kontralateralna desnoj ruci ili nozi"), suprotno od ipsilateralnog
Kranijalno, superiorno, cefalično - bliže glavi ("Rame je superiorno (kranijalno) laktu, a lakat je inferioran ramenu")
Lateralno - dalje od sagitalne ravnine, prema rubu tijela ("Rebra su lateralna plućima")
Medijalno - prema sagitalnoj ravnini, prema sredini tijela ("Srce je medijalno rebrima")
Nazalno - smješteno bliže nosu
Proksimalno - Bliže trupu ("Koljeno je proksimalno stopalu")

Ventralno - (lat. ventralis - trbuh, utroba) smješteno bliže trbuhu